# Daltă

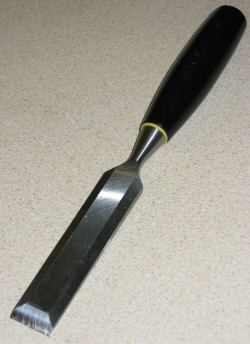
Daltă din oțel folosită pentru prelucrarea lemnului.

Dalta este o unealtă tăietoare de materiale folosită în mecanică, sculptură, tâmplărie. Este confecționată din oțel și poate fi acționată manual sau mecanic, procesul de tăiere a materialului având loc prin exercitarea de presiune-șoc de către partea sa activă (ascuțită).